# La salute è in voi!
La salute è in voi! (graficamente reso come La salute e' in voi!) è un manuale per la fabbricazione di bombe comparso nei primi del Novecento e associato ai Galleanisti, seguaci dell'anarchico Luigi Galleani, diffuso in particolare negli Stati Uniti d'America. Gli anonimi autori (probabilmente lo stesso Galleani e il suo amico Ettore Molinari, chimico e anarchico) nel testo chiedono ai lavoratori impoveriti di superare la loro disperazione e di impegnarsi in atti rivoluzionari individuali: il manuale, in lingua italiana, si propone di offrire alle persone, prive di un'apposita formazione tecnica, semplici indicazioni sulla fabbricazione artigianale di ordigni esplosivi e incendiari. Sebbene il contenuto tecnico fosse già reperibile in enciclopedie, libri di chimica applicata e letteratura industriale dell'epoca, La salute è in voi! presenta tali informazioni nel quadro di un manifesto politico. L'opuscolo include anche un glossario basilare su varie sostanze chimiche e strumenti di laboratorio, comprendendo anche alcune procedure di sicurezza.
Il manuale venne pubblicato per la prima volta nel 1906 su Cronaca Sovversiva, un giornale anarchico edito da Galleani e letto dai suoi seguaci. La polizia e gli storici statunitensi hanno usato il manuale per profilare gli anarchici e implicare la loro colpevolezza in vari reati, sulla base del semplice possesso del manuale. A dieci anni dalla sua comparsa, La salute è in voi! svolse nel 1915 un ruolo di rilievo nell'accusa contro il fallito attentato organizzato dal Circolo Bresci (un gruppo di anarchici newyorkesi) alla Cattedrale di San Patrizio di New York, il cui caso in tribunale ruotò attorno al diritto di lettura degli anarchici. Ad ogni modo, l'idea che dei dilettanti potessero imparare a costruire bombe seguendo semplici istruzioni si rivelò poco pratica vista l'approssimazione delle istruzioni fornite dall'opera; gli autori degli attentati politici di successo dell'epoca, infatti, ebbero quasi tutti una carriera o una formazione specifica nel campo degli esplosivi.

## Contenuti
Questo manuale e manifesto anarchico incoraggia i lavoratori a rinunciare alla loro angoscia che non fa altro che favorire il loro impoverimento, e ad impegnarsi invece in atti rivoluzionari. Invita alla vendetta contro gli oppressori e alla ricerca della «redenzione» attraverso una «audace rivolta». La salute è in voi! sostiene che i lavoratori non possano fomentare tale rivoluzione senza mezzi tecnici: l'intento dell'opuscolo è quindi quello di fornire ai lettori semplici indicazioni per produrseli da sé. I capitoli includono approfondimenti su vari materiali ed esplosivi, come «Materie esplosive», «Nitroglicerina», «Dinamite», «Fulminato di mercurio», «Cotone fulminante», «Preparazione delle miccie», «Capsule e petardi». 
Il testo si apre con un appello alle conquiste collettive derivanti dall'azione individuale, usando l'esempio di una città italiana dove i lavoratori del riso scioperarono per ottenere migliori salari nel 1890. Durante la marcia verso il municipio, un manifestante colpì una guardia con un sasso e la polizia aprì il fuoco contro la folla, uccidendo tre lavoratori e ferendone altri, ma alla fine i manifestanti ottennero gli aumenti richiesti, grazie ai loro martiri. Come manuale di istruzioni, il libro contiene suggerimenti su come pre-testare gli esplosivi in campagna, come acquistare prodotti chimici puri da farmacisti o rivenditori (affidandosi a più rivenditori per evitare sospetti) e scuse da utilizzare nei confronti dai negozianti e grossisti più sospettosi.
Il manuale presenta informazioni in termini pratici e comprensibili per i non addetti ai lavori, similmente a un manuale per lavori casalinghi o a un almanacco dell'agricoltore. Include elementi di chimica di base (come una scala di Baumé per misurare la densità dei liquidi e determinare la potenza dei composti), potenziali usi domestici delle sostanze chimiche menzionate, procedure di emergenza in caso di errato utilizzo dei materiali (ad esempio, il ricorso ad un antidoto composto da «magnesia e bicarbonato di sodio» nel caso di ingerimento accidentale di acido nitrico). È presente anche un glossario, contenente termini e definizioni per i meno esperti: il manuale si distingue da altri manifesti anarchici dell'epoca per il suo livello di dettaglio tecnico.

## Pubblicazione

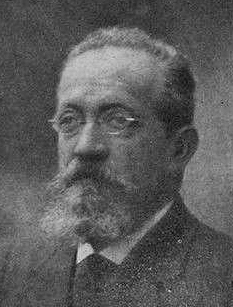
La salute è in voi! è probabilmente basato su un precedente manuale per la fabbricazione di bombe del chimico Ettore Molinari (in foto), di cui non esistono copie sopravvissute.

Similmente al manuale Revolutionäre Kriegswissenschaft ("Scienza della guerra rivoluzionaria") di Johann Most, La salute è in voi! è scritto per rendere la tecnologia militare accessibile a lettori poco esperti o totalmente senza competenze in chimica e ingegneria, come i lavoratori tessili e gli scrittori anarchici degli Stati Uniti orientali che, ispirati da altri attentati, mancavano di conoscenze professionali sulla dinamite e di esperienza pratica nella fabbricazione di bombe. Composto in un italiano elementare, La salute è in voi! riporta i costi per le materie in lire. Sebbene il suo livello di dettaglio scientifico riguardo alle tecniche di manipolazione delle sostanze chimiche elevi il manuale dal livello del mero manifesto anarchico, nessuno dei suoi contenuti presenta scoperte o nuove metodologie per la fabbricazione di esplosivi. Le sue semplici informazioni erano già disponibili in normali enciclopedie, libri di chimica applicata e fonti industriali, come il manuale A Handbook on Modern Explosives di Eissler del 1897. Il manuale non contiene formule complesse né istruzioni per detonatori temporizzati. 
La salute è in voi! è scritto in forma anonima. I suoi autori si definiscono «I compilatori» e mostrano una familiarità operativa con la chimica di base. Questa enfasi sulla scienza è probabilmente dovuta a Ettore Molinari, un chimico e anarchico che si ritiene sia stato il redattore di una prima versione del manuale, se non dell'intero libro. Gli storici non sono riusciti a reperire Guerra all'oppressore di Molinari, un precedente manuale sulla fabbricazione di bombe che circolava tra gli anarchici europei. A Parigi, Molinari strinse amicizia con l'anarchico italiano Luigi Galleani, il cui giornale anarchico americano in lingua italiana, Cronaca Sovversiva, pubblicò La salute è in voi! negli Stati Uniti e introdusse queste istruzioni tecniche ai suoi seguaci, i Galleanisti. Galleani scrisse probabilmente lui stesso la nota introduttiva e la poesia presente all'inizio del testo.

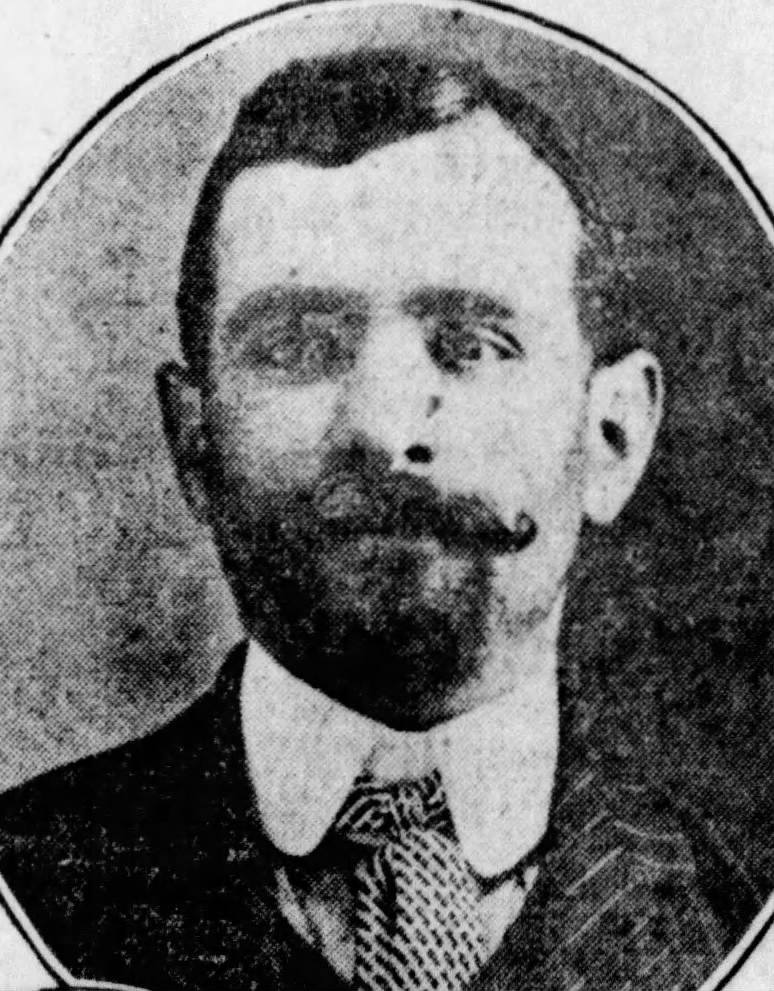
È probabile che Luigi Galleani, la cui Cronaca Sovversiva ha pubblicato l'opuscolo, ne abbia scritto la nota introduttiva.

Cronaca Sovversiva pubblicizzò per la prima volta La salute è in voi! nel 1906, inserendola tra le altre pubblicazioni stampate dal giornale nell'ultima pagina. Si trattava dell'opuscolo più costoso del giornale: 25¢ (equivalenti a 8 dollari nel 2022). Questo manuale per Galleani «non doveva mancare in nessuna famiglia proletaria», tanto che gli venne dato maggior risalto nelle edizioni successive del giornale e presentato come «pamphlet indispensabile per quei compagni che amano l'autoistruzione».
Il manuale, di 48 pagine, è alto e oblungo, rilegato con copertine rosse. Il suo titolo può essere un riferimento ironico a Il regno di Dio è in voi dello scrittore e anarchico cristiano Lev Tolstoj. A differenza dei Galleanisti, Tolstoj è favorevole alla resistenza passiva e considera la violenza incompatibile con la morale cristiana. L'illustrazione di copertina del manuale è una xilografia del 1893 dell'artista francese Charles Maurin, che raffigura l'anarchico francese Ravachol con alle spalle una ghigliottina, coltivazioni che crescono e una simbolica nuova alba.
La stampa contiene un errore tipografico in cui una "i", visualizzata come "1", riduce notevolmente la proporzione di acido solforico nella formula della nitroglicerina; tale refuso venne poi corretto nelle edizioni successive di Cronaca Sovversiva. Sebbene alcuni storici abbiano ipotizzato che questo errore avrebbe condotto a esplosioni accidentali subite dai fruitori del manuale, più realisticamente la formula errata non avrebbe prodotto alcuna sostanza pericolosa o instabile, bensì un guazzabuglio di acidi, molto meno volatile della nitroglicerina.

## Applicazione

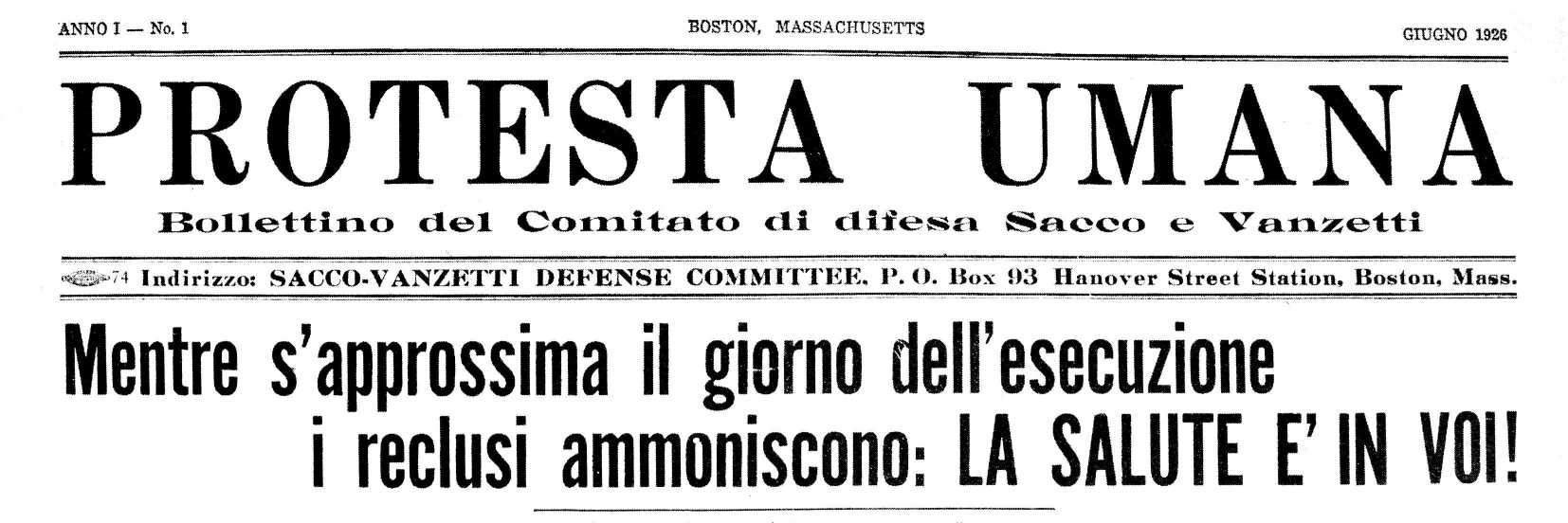
Il Bollettino del Comitato di difesa Sacco e Vanzetti riporta un messaggio di Sacco e Vanzetti: «La salute e' in voi!».

La polizia utilizzò il manuale per tracciare un profilo degli attentatori anarchici, mentre gli storici hanno utilizzato La salute è in voi! come prova della responsabilità Galleanista di vari crimini. L'opuscolo ebbe poca fama al di fuori dei gruppi anarchici per nove anni, fino al tentativo di attentato del Circolo Bresci del 1915 alla Cattedrale di San Patrizio a New York. Sebbene il manuale non sia mai stato menzionato per nome, ebbe un posto di rilievo nel procedimento giudiziario contro i membri del Circolo: l'accusa lo utilizzò per diffamare gli imputati, nonostante non fosse mai stata presentata alcuna prova del suo collegamento con l'accaduto. Nonostante nel corso dell'udienza, uno degli anarchici attribuì al manuale la responsabilità di averlo "fuorviato", tuttavia i componenti della bomba costruita dagli accusati, che non detonò, non corrispondevano a quelli descritti nel manuale. La polizia insinuò che il possesso del manuale costituisse comunque una prova della competenza tecnica e delle cattive intenzioni degli imputati. La salute è in voi! è quindi il più famoso dei libri sediziosi usati della Procura per dimostrare le intenzioni degli anarchici. La difesa degli aderenti al Circolo Bresci ruotò attorno al loro diritto di poter leggere qualsiasi libro, qualsiasi fosse il contenuto dello stesso, compresi i manuali per fabbricare bombe. Nonostante questo tentativo, tutti questi vennero infine giudicati colpevoli. Il caso riaccese la paura verso i testi con istruzioni facilmente accessibili per fabbricare bombe e contribuì ad alimentare il sensazionalismo verso l'anarchismo. 
Gli autori del manuale credevano che i dilettanti fossero in grado di costruire ordigni esplosivi seguendo semplici indicazioni ma, in realtà, all'epoca gli autori di attentati politici di successo avevano quasi sempre competenze e accesso agli esplosivi derivanti da pregresse esperienze di lavoro: gli occupati in settori come l'agricoltura, l'edilizia e l'estrazione mineraria potevano infatti realizzare delle bombe rubando della dinamite dal loro posto di lavoro. Secondo l'opinione della storica statunitense Ann Larabee, l'idea che lavoratori non addestrati fossero capaci di creare bombe in casa è poco pratica, risultando quindi più un esercizio intellettuale che una concreta e fattibile opzione. Il libro contiene elementi per neofiti, come le procedure di sicurezza e gli usi domestici dei prodotti chimici, che possono così fungere da storie di copertura, aumentando quindi il carattere sovversivo del manuale. Non ci sono prove che i Galleanisti si siano affidati a La salute è in voi!, ma alcuni studiosi sostengono che lo studio delle istruzioni contenute nel manuale non fosse sufficiente per portare a buon fine un attentato, visto che le bombe artigianali spesso esplodevano accidentalmente, colpendo gli anarchici stessi o mietendo vittime casuali e mai i loro obiettivi capitalistici e governativi.
Quando Sacco e Vanzetti, anarchici italo-americani diventati celebri a livello internazionale, si videro negare l'appello e infliggere la condanna a morte, firmarono il loro ultimo comunicato scritto ai sostenitori proprio con la frase «La salute è in voi!». Sebbene non ci siano prove dirette che Sacco e Vanzetti ne abbiano posseduta o usata una copia, soprattutto perché nel loro caso non vi era coinvolta una bomba, investigatori e storici hanno considerato l'esistenza del manuale tra i Galleanisti come prova di una cospirazione più ampia. Ad esempio, l'indagine di J. Edgar Hoover sull'attentato di Wall Street comportò un'ostinata ricerca di una copia del manuale. Robert D'Attilio, studioso del caso Sacco e Vanzetti, definisce l'opuscolo «il grande fatto non menzionato» del processo, di cui né l'accusa né la difesa parlarono; di esso si temeva però l'utilizzo nell'aula del tribunale che fu per questo dotata, prima del processo, di porte in acciaio e serrande anti-bomba per sigillare l'aula in caso di attentato. D'Attilio sostiene che entrambe le parti del caso ebbero ragioni per non menzionare l'opuscolo: l'accusa, per evitare di apparire collusa con le indagini federali sui Galleanisti, e la difesa, per evitare di alienarsi la giuria in un periodo di repressione sociale contro il radicalismo straniero.
Dopo il caso Sacco e Vanzetti, La salute è in voi! scomparve rapidamente dalla circolazione e dal dibattito pubblico statunitense, in parte a causa della sua limitata accessibilità, visto che il manuale era disponibile unicamente in lingua italiana, in parte per il limitato interesse nei suoi confronti dopo molti anni dalla sua pubblicazione. Una presentazione del 1979 alla conferenza Sacco and Vanzetti della Boston Public Library rinnovò l'interesse per l'opuscolo da parte delle forze dell'ordine e degli storici statunitensi.